# 默丘卡鄉
44°45′N 24°01′E / 44.750°N 24.017°E
默丘卡鄉（羅馬尼亞語：Comuna Măciuca, Vâlcea），是羅馬尼亞的鄉份，位於該國西南部，由沃爾恰縣負責管轄，面積44平方公里，海拔高度282米，2002年人口2,024，人口密度每平方公里46人。